# Steve Clark (Musiker)

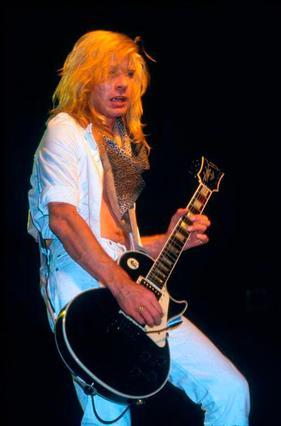
Steve Clark bei einem Auftritt

Stephen Maynard Clark (* 23. April 1960 in Hillsborough, Sheffield; † 8. Januar 1991) war ein englischer Musiker und bis zu seinem Tod Leadgitarrist der britischen Hard-Rock-Band Def Leppard. Im Jahr 2007 wurde Clark im Classic Rock Magazine auf Platz 11 der Liste der „100 wildesten Gitarrenhelden“ gewählt.

## Biographie
Steve Clark wurde in Hillsborough, dem nordwestlichen Stadtteil von Sheffield in England, geboren. Unter der Bedingung, dass er das Instrument erlernen würde, erfüllte sein Vater ihm als Elfjährigem den Wunsch nach einer Gitarre. Bevor er Mitglied von Def Leppard wurde, spielte Clark Coversongs mit seiner Band Electric Chicken. Er lernte Pete Willis kennen, der zur Gründungsbesetzung von Def Leppard gehörte. Clark wurde im Januar 1978 Mitglied der Band, nachdem er beim Vorspielen das Lied Freebird von Lynyrd Skynyrd ohne Begleitung gespielt hatte.
Clark zeigte sich als begabter Songwriter und trug wesentlich zu den Alben der Band bei. Er teilte sich die Aufgabe des Leadgitarristen mit Pete Willis und bekam die Spitznamen „Steamin’“ und „The Riffmaster“. Als Pete Willis während der Aufnahmen zum Album Pyromania die Band verlassen musste, wurde Phil Collen als Ersatz verpflichtet. Das Duo Collen/Clark war damit an den größten kommerziellen Erfolgen der Gruppe beteiligt, nämlich den Alben Pyromania, Hysteria und Adrenalize, wobei Clark zum Letztgenannten nur noch als Songwriter, jedoch nicht mehr als Gitarrist beitragen konnte. Seinen letzten Auftritt zusammen mit Def Leppard hatte er bei den MTV Video Music Awards 1989 am  6. September. Dort spielte die Band Tear It Down.
Clark, der bereits seit längerem mit einer Suchterkrankung rang, wurde von seiner Freundin am 8. Januar 1991 tot auf der Couch in seiner Wohnung in London gefunden. Die Autopsie ergab, dass er an einer Codein-Überdosis gestorben war; außerdem wurden Valium, Morphium und Alkohol in seinem Blut gefunden. Daniel Van Alphen, mit dem er am Vorabend unterwegs gewesen war, sagte, sie seien in einem Pub gewesen und anschließend zu Clark nach Hause gefahren, um sich ein Video anzusehen. Clark wurde auf dem Wisewood Cemetery in Loxley in der Nähe seines Elternhauses beigesetzt.
Def Leppard setzte die Arbeit an Adrenalize ohne Clark fort, die Gitarrenparts wurden alle von Phil Collen eingespielt. Ein neuer Gitarrist, Vivian Campbell, wurde erst zur Tournee zum Album verpflichtet. Die Gruppe widmete Adrenalize ihrem verstorbenen Gitarristen:

„Diese Platte ist Stephen Maynard Clark, Gitarrist und guter Freund, gewidmet. Wir alle haben unterschiedliche Erinnerungen an ihn: Sie reichen von seiner Ende 1978 ausgesprochenen Drohung, die Band zu verlassen, sollten wir nicht endlich aufhören zu proben und ein richtiges Konzert geben, über komplett beeindruckendes "Schattenwerfen" auf der Bühne mit seiner vor den Knien hängenden Les Paul bis zu seinen Auftritten abseits der Bühne in Bars und Hotelzimmern. Es ist seltsam zu glauben, dass man jemanden wirklich kennt, während man langsam begreift, dass dabei mehr passiert als das, was man sehen konnte. In den letzten Jahren war Steves Leben eine Schlacht. Es hörte auf, sich um das Schreiben oder Aufnehmen von Musik zu drehen, und wurde zu einem Kampf ums Überleben. Zu sehen, wie sich jemand direkt vor den eigenen Augen auflöst, ist eine harte Angelegenheit, und obwohl es frustrierend ist, ist es unmöglich aufzuhalten. Wir haben etwas über die menschliche Natur gelernt, und glaubt uns, es ist nicht unbedingt schön. Trotzdem: genug. Steamin’ konnte sich am Schreiben der meisten Lieder dieses Albums beteiligen, und es ist die Musik, für die man sich an ihn erinnern wird. Wir vermissen ihn.“

Die US-amerikanische Band Tesla, die als Vorgruppe für Def Leppard auf der Hysteria-US-Tournee gespielt hatte, nahm einen Song mit dem Titel Song & Emotion (To Our Friend, Steve 'Steamin' Clark) auf, um sein Leben zu würdigen und ihm Tribut zu zollen. Der Titel ist auf dem Album Psychotic Supper enthalten. Clarks Tod war auch Teil der Inspiration für das Lied One Sweet Day, das Mariah Carey und Boyz II Men aufnahmen.

## Diskografie
- The Def Leppard (1979)
- On Through the Night (1980)
- High ’n’ Dry (1981)
- Pyromania (1983)
- Hysteria (1987)
- Adrenalize (1992) (songwriting)
- Retro Active (1993)